# Veronika Nemcová
Veronika Nemcová (* 2. prosince 1947) byla slovenská a československá politička a bezpartijní poslankyně Sněmovny národů Federálního shromáždění za normalizace.

## Biografie
K roku 1976 se profesně uvádí jako dělnice.
Ve volbách roku 1976 zasedla do slovenské části Sněmovny národů (volební obvod č. 97 - Holíč, Západoslovenský kraj). Ve Federálním shromáždění setrvala do konce funkčního období, tedy do voleb roku 1981.